# 山神の樹叢

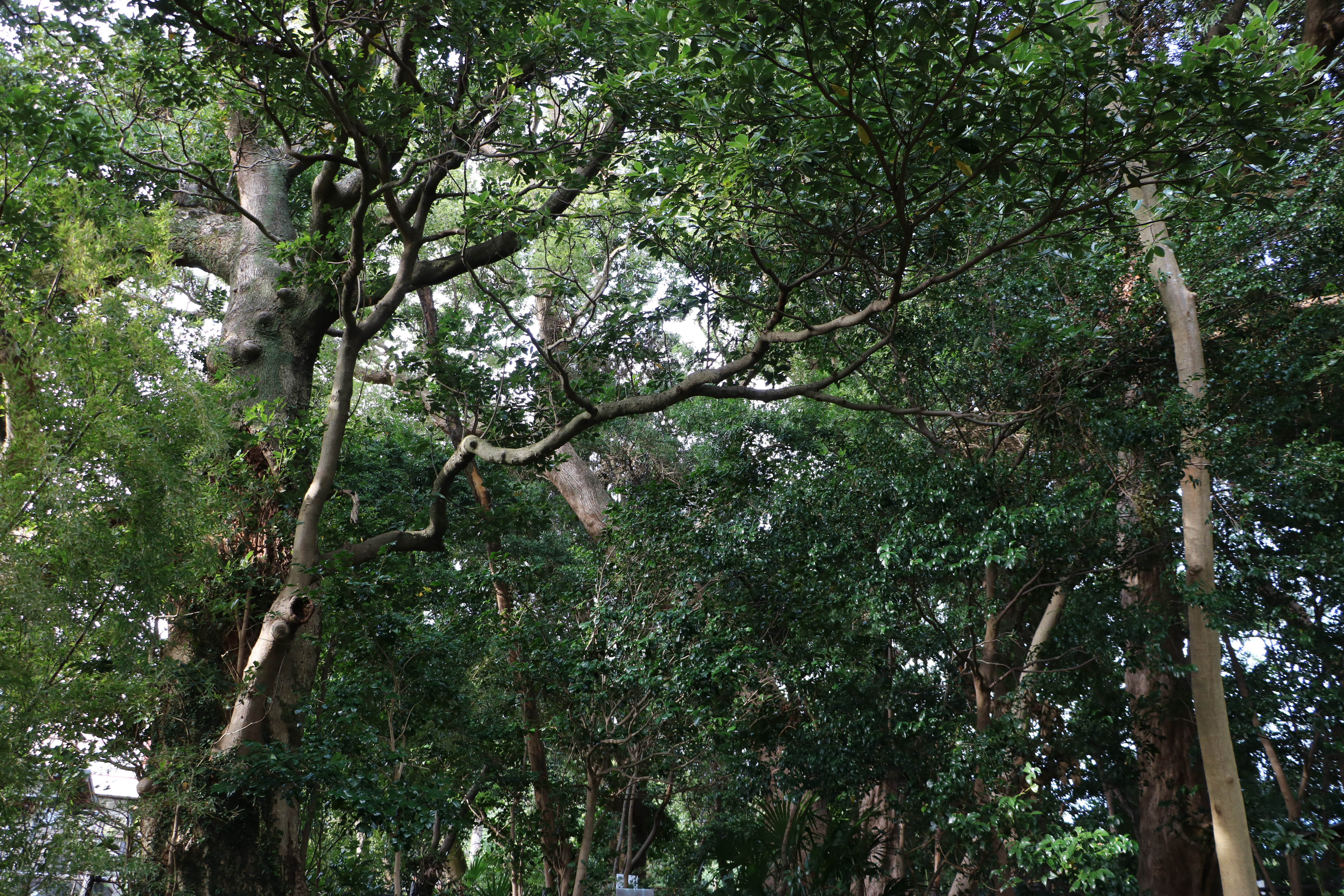
山神の樹叢。2018年10月31日撮影。

山神の樹叢（やまがみのじゅそう）は、神奈川県足柄下郡湯河原町に所在する樹叢（じゅそう）。国の天然記念物に指定されている。

## 概要
湯河原駅の北方に広がる樹叢で、「山の神」として祭られている。面積は約620平方メートルで、林内には小さな祠があり、参拝通路がある。樹叢内にはヤブニッケイ、タブノキ、クスノキ、イヌマキ、ケヤキ、カラスザンショウが生育する。また、同樹叢は神奈川県内に残されている常緑広葉樹林のうちでは最も西に位置している。
1939年（昭和14年）9月7日、「ほるとのきノ目通幹圍五．五メートルノモノヲ主トシひめゆづりは、たぶのき、やぶにつけい等ヨリ成ル　往時ノ暖地性樹叢ノ一部ノ今日ニ遺存セルモノナリ」として国の天然記念物に指定された。ただし、かつてあったホルトノキの巨樹は現在なく、2015年現在は、小さい木が数本生えている。
この樹叢の発祥については、「治承年間、土肥実平が居住した当時、山神として祭られた祠の周辺に自然発生していたものといわれている。」と案内板に記されている。

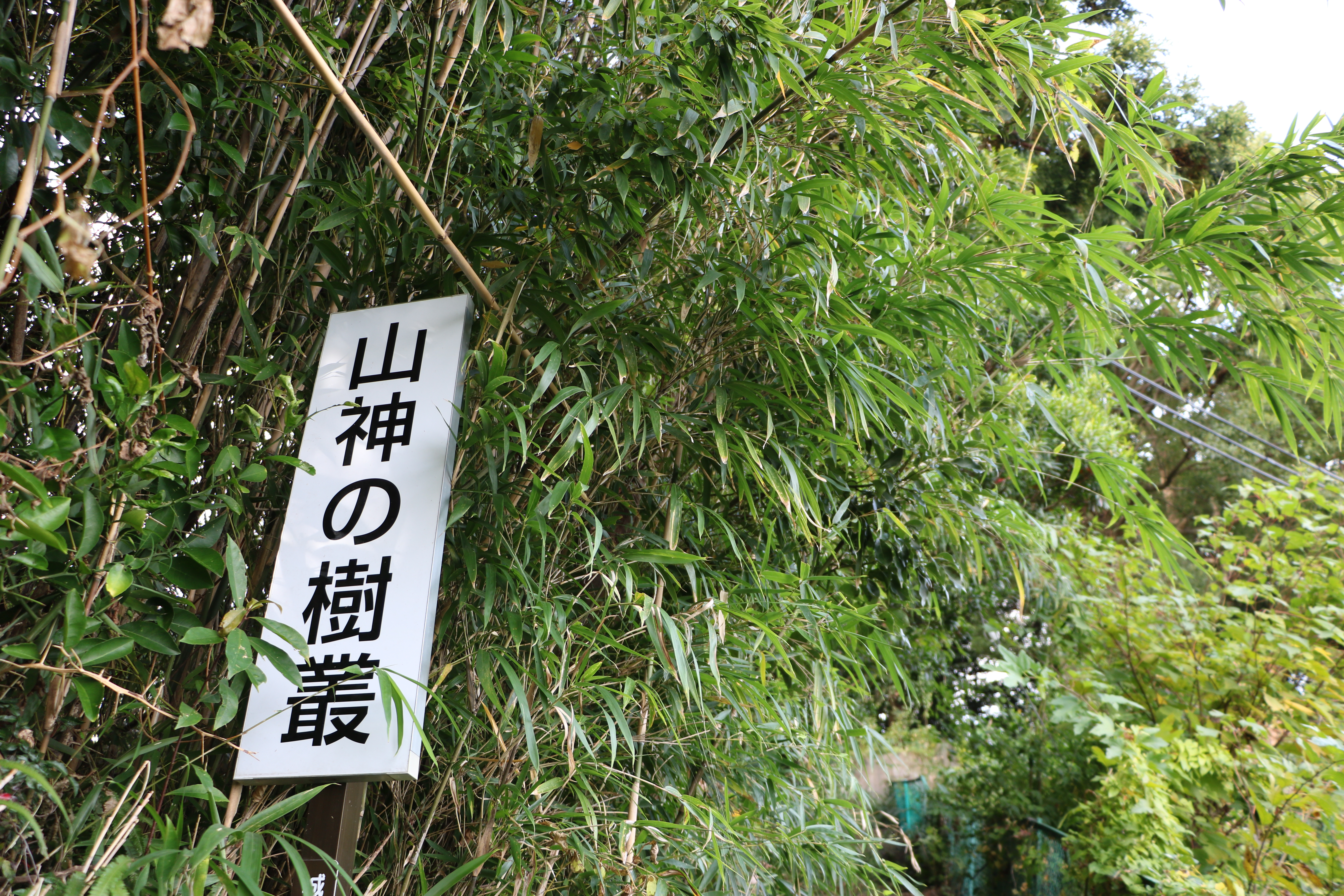
山神の樹叢入口案内板。
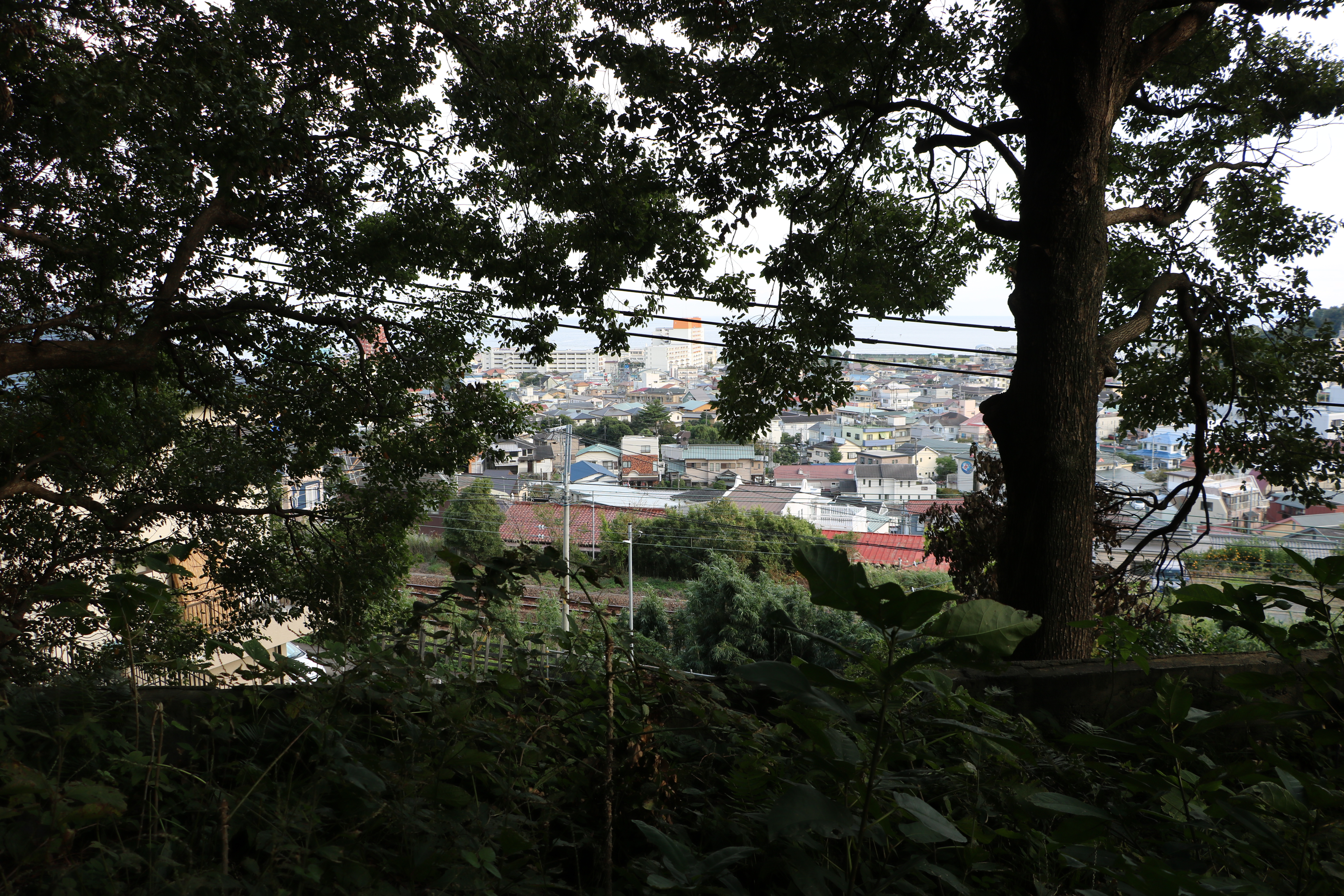
薄暗い樹叢から眺めた湯河原地区。
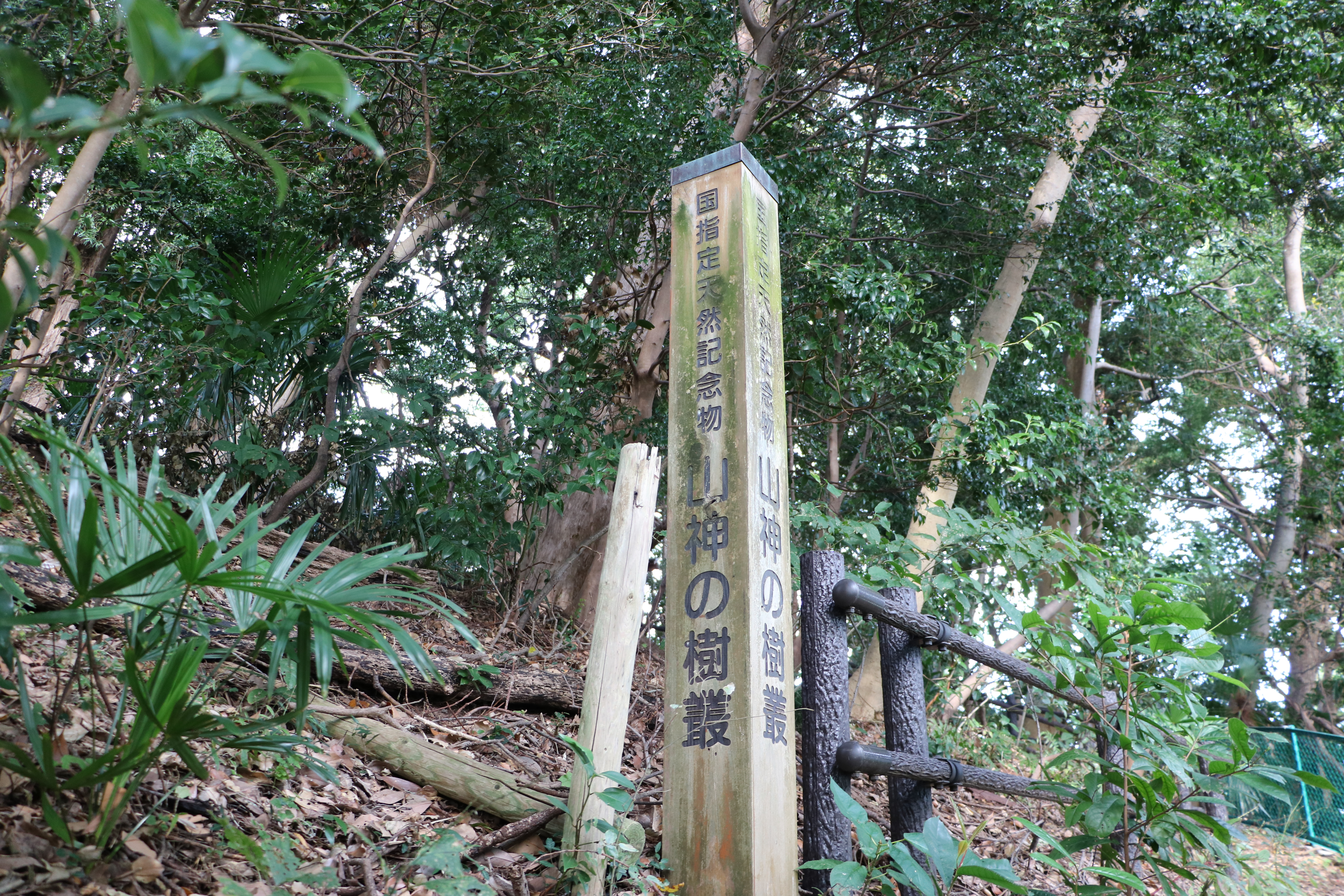
天然記念物指定碑と樹叢。

## 交通アクセス
所在地
- 神奈川県足柄下郡湯河原町城堀字山神331・332・333

交通
- JR東日本湯河原駅より徒歩10分。城願寺付近に案内板あり。
- 2015年現在、通路崩壊により立ち入り禁止となっている。